# Tehuitzingo (kommun)
Tehuitzingo är en kommun i Mexiko.   Den ligger i delstaten Puebla, i den sydöstra delen av landet, 150 km sydost om huvudstaden Mexico City. Antalet invånare är 11 328. Arean är 491 kvadratkilometer.
Terrängen i Tehuitzingo är huvudsakligen kuperad.
Följande samhällen finns i Tehuitzingo:
- Tehuitzingo
- Los Hornos de Zaragoza
- Boqueroncito
- San Vicente Ferrer
- Cuaulutla